# Tilougguite
Tilougguite (franska: Tilougguite (CR), Tilougguite (Commune Rurale), arabiska: تيفرت نايت حمزة) är en kommun i Marocko.   Den ligger i provinsen Azilal och regionen Béni Mellal-Khénifra, i den nordöstra delen av landet, 230 km söder om huvudstaden Rabat. Antalet invånare är 9 610.